# Muilla coronata
Muilla coronata är en sparrisväxtart som beskrevs av Edward Lee Greene. Muilla coronata ingår i släktet Muilla och familjen sparrisväxter. Inga underarter finns listade i Catalogue of Life.

## Bildgalleri

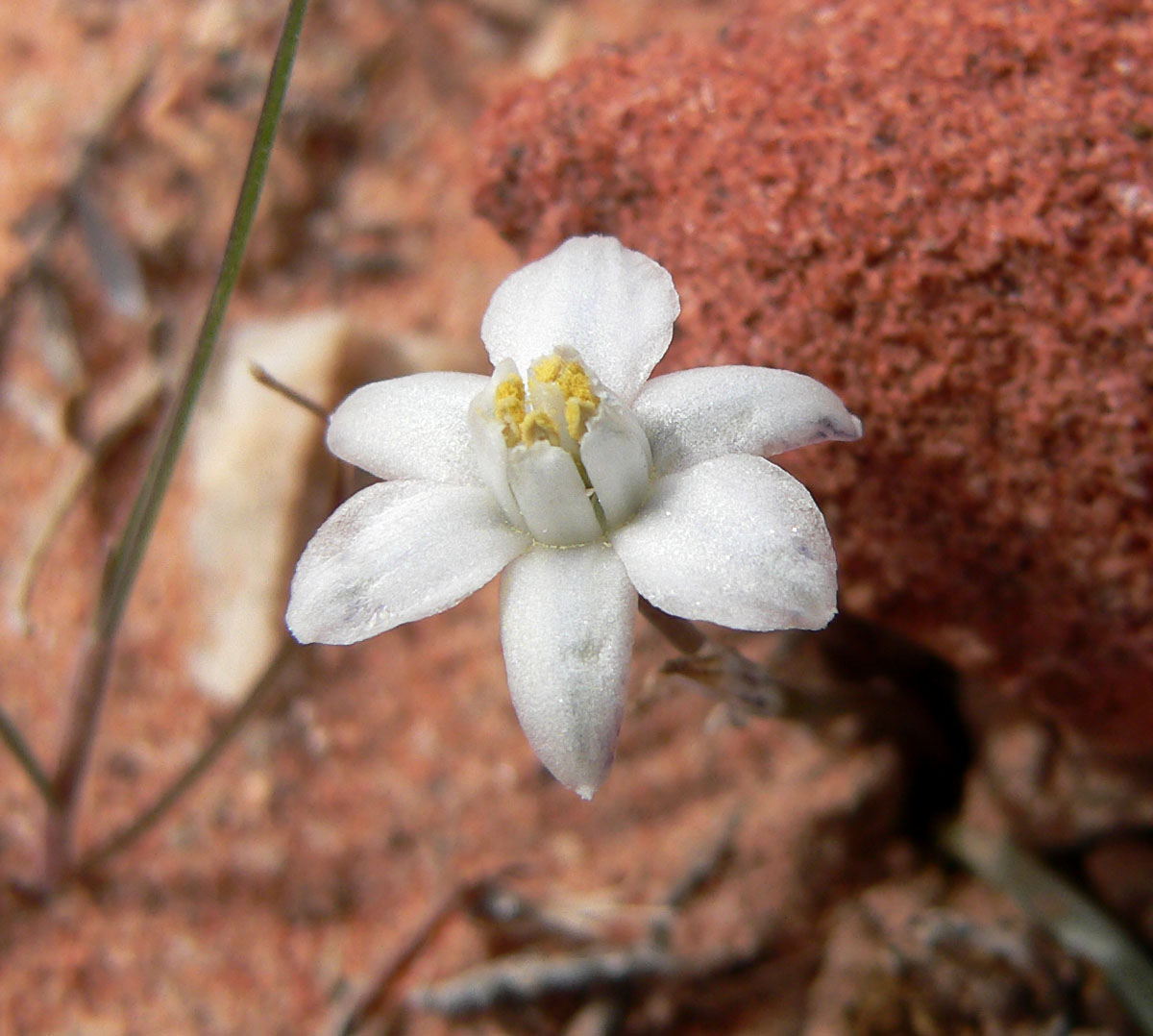
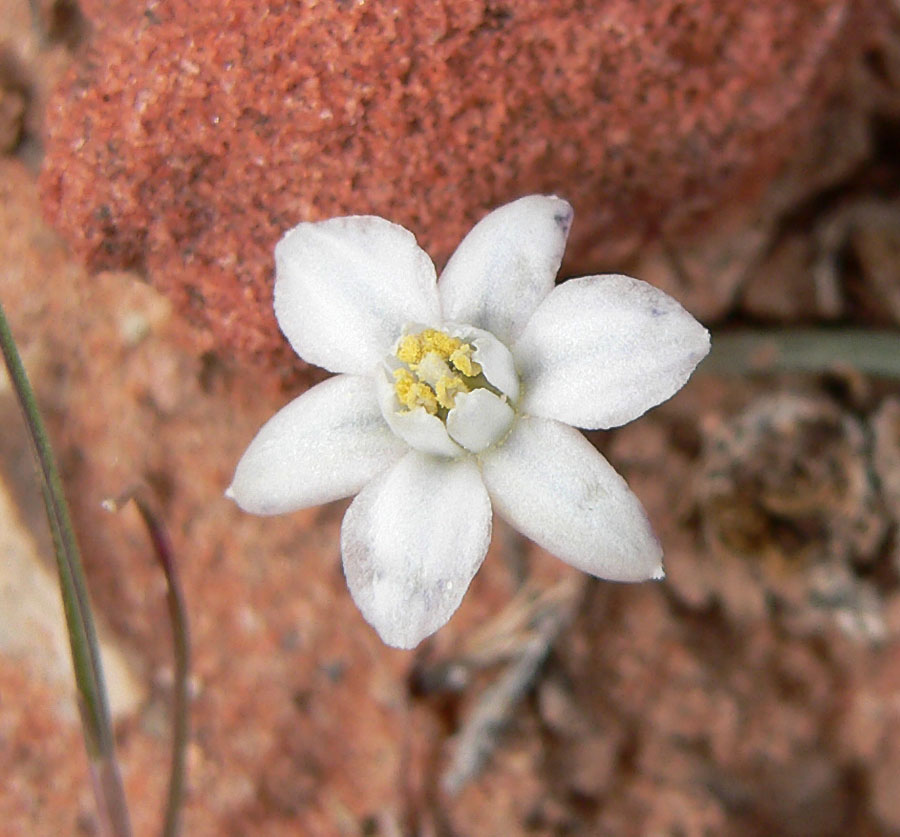